# Хакасско-кыпчакские языки
Хакасско-кыпчакские языки — гипотетическое объединение кыпчакских, хакасских, киргизско-кыпчакских и центрально-восточных тюркских языков.

## Состав
Объединение предложено А. В. Дыбо в книге «Лингвистические контакты ранних тюрков. Лексический фонд. Пратюркский период».
Также до неё сходство хакасских и особенно горноалтайских языков отмечали различные отечественные[прояснить] и зарубежные исследователи (Гаджиева, Рона-Таш и др.), прежде всего грамматическое. В англоязычной литературе распространён термин Kipchakoid.
Сходство было замечено Махмудом Кашгари в исследовании «Диван лугат ат-турк», где прямо говорится и о кыргызских, и о кыпчакских как о языках -z- и -j- в одно и то же время[прояснить].
Объединение позволяет нам прояснить своеобразный переходный характер центрально-восточных с совмещением кыпчакских и хакасских признаков. Некоторые из центрально-восточных сейчас реализуются[прояснить] как карлуские диалекты (например, лобнорский). Не исключено восточное (кыргызское, хакасское) происхождение некоторых современных диалектов новоуйгурского.
Возможно, что все эти языки восходят к енисейско-кыргызскому.